# Аманда Уоллер
Аманда Уоллер (англ. Amanda Waller) — персонаж DC Comics, созданный Джоном Острандером, Леном Уэйном и Джоном Бирном. Впервые появилась в комиксе Legends #1 (ноябрь 1986).
В Расширенной вселенной DC её роль сыграла актриса Виола Дэвис.

## Вымышленная биография
Аманда Уоллер — вдова, которая покинула Кабрини-Грин, Чикаго, вместе с выжившими членами своей семьи после того, как одного из её сыновей, одну из дочерей и мужа убили. Уоллер стала работать в Конгрессе. Она наблюдала первые два Отряда самоубийц. Взяв элементы из них обоих, она предложила Белому дому создать третью версию команды и после одобрения была назначена ответственной за это дело.

## Отзывы и критика
Джесс Гормли из Comic Book Resources писал, что «хотя Уоллер не совсем „злая“ в классическом понимании, отсутствие у неё морального компаса, её этическая двусмысленность делают персонажа действительно пугающим». Журналист добавил, что у неё «безжалостный характер». Саим Чида из Screen Rant отмечал, что «Аманда Уоллер считается одним из умнейших [персонажей] в Расширенной вселенной DC». Его коллега Шаурья Тапа назвал Уоллер «сильным и манипулятивным лидером». Джерри Стэнфорд из CBR включил Аманду на 3 место в топ 10 лучших персонажей, созданных Джоном Бирном. В 2009 году Аманда Уоллер заняла 60-е место в списке 100 величайших злодеев комиксов по версии IGN.